# Xylota coquilletti
Xylota coquilletti är en tvåvingeart som beskrevs av Herve-bazin 1914. Xylota coquilletti ingår i släktet vedblomflugor, och familjen blomflugor. Inga underarter finns listade i Catalogue of Life.